# Aderlaten

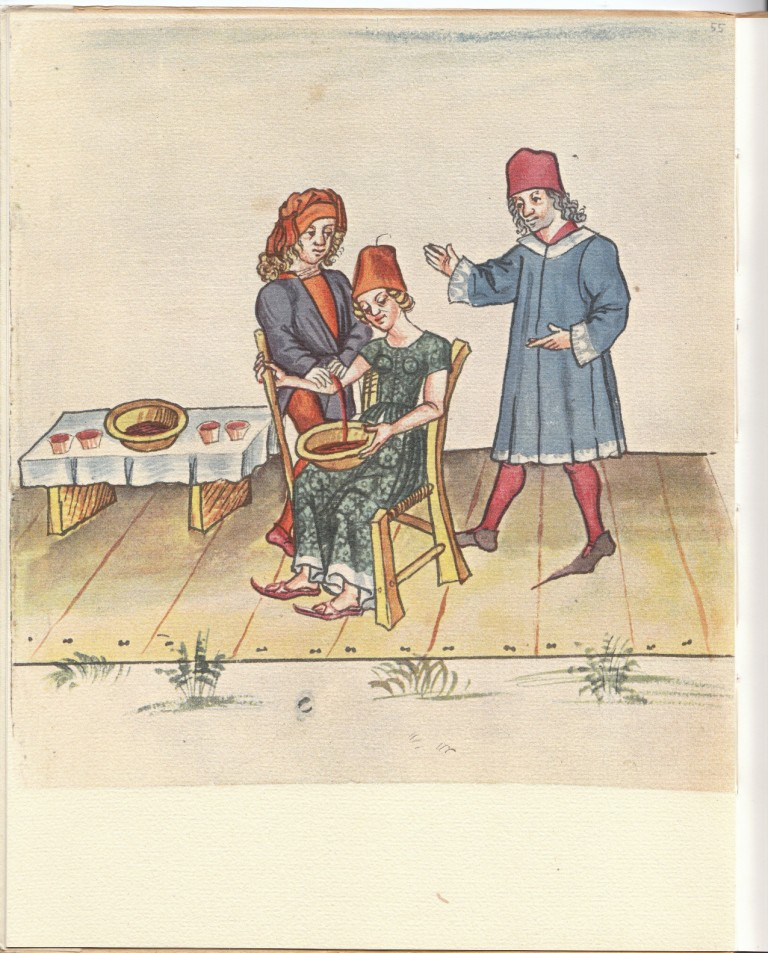
Aderlaten, 1471

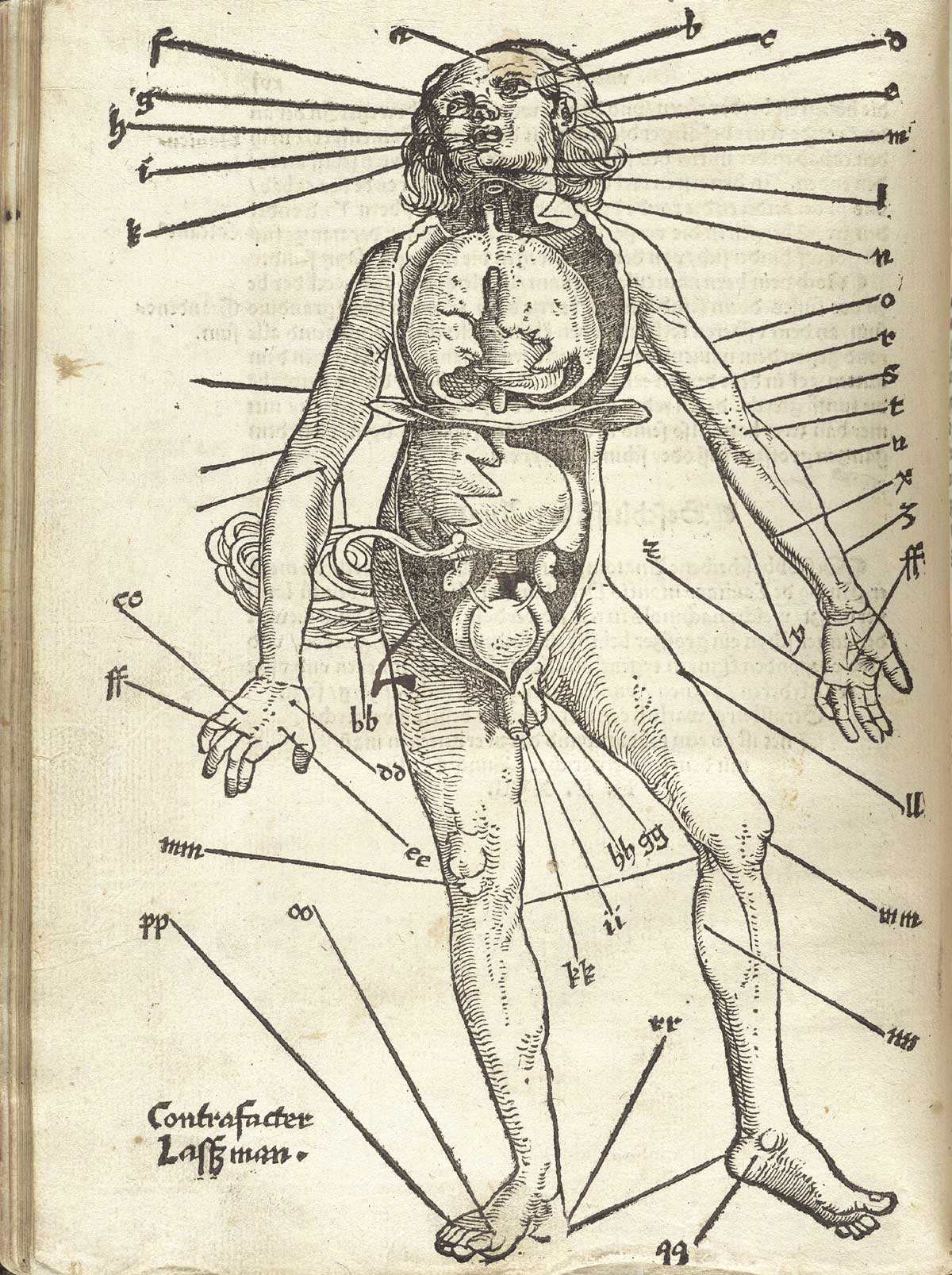
Aderlaatpunten in het Feldbuch der Wundarzney 1517, door Hans von Gersdorff, illustratie Hans Wechtlin

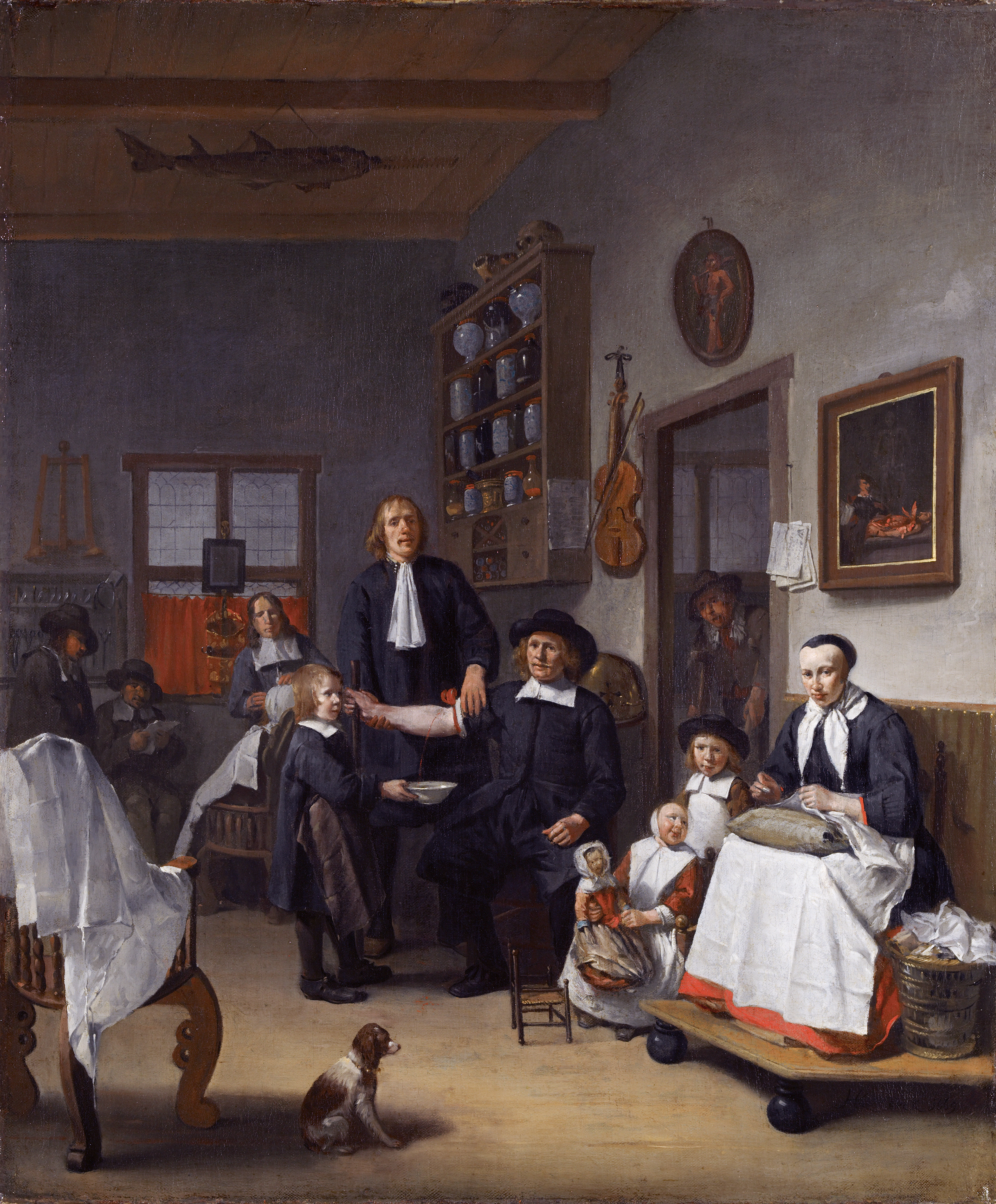
Barbier te midden van zijn familie geportretteerd in zijn winkel terwijl hij bezig is met een aderlating.
Egbert van Heemskerck, 1669

Aderlaten of flebotomie is het onttrekken van bloed uit een ader. De veronderstelling daarbij is dat dit een middel is om een ziekte of kwaal te verhelpen. 

## Methoden
Bij aderlaten wordt met speciaal daarvoor gemaakt gereedschap een aantal oppervlakkige verwondingen gemaakt in de huid. De chirurgijn uit de Middeleeuwen gebruikte speciale aderlaatmessen, zogenaamde vlijmen. In de 15e eeuw werd een meervoudig mesje (kopsnepper) ontwikkeld, waarbij na bediening een springveer met een lancet naar buiten springt en een wond snijdt in de huid van de patiënt. 
Een andere methode van bloedonttrekking is de inzet van bloedzuigers (Hirudo medicinalis). Deze worden op de bestemde plaats op de huid gezet, en blijven zitten tot deze zich (met bloed verzadigd) laten afvallen. De samenstelling van het speeksel van bloedzuigers, dat onder andere hirudine bevat, gaat de bloedstolling tegen, waardoor het beetwondje meestal nog sterk nabloedt. Een variant hierop is bloed afnemen met sterk verwarmde glazen halve bollen, zogenoemde kopglazen, die op de opzettelijk beschadigde huid worden gezet, het kopzetten. Bij het afkoelen van de lucht ontstaat een negatieve druk die bloed door de verwondingen heen in het kopglas trekt. Wanneer het glas bijna met bloed is gevuld, wordt het weggenomen, de wond gereinigd en eventueel opnieuw kopgezet.
Bij moderne vormen van aderlaten wordt veneus bloed afgenomen door een ader met een canule aan te prikken. De hoeveelheid afgenomen bloed ligt daarbij meestal tussen de 50 en 500 ml.

## Geschiedenis
In de oudheid, in de middeleeuwen en tot in de 19e eeuw was bloed afnemen een veel toegepaste therapie bij ziekte. Men meende dat de mens vier humores (lichaamsvochten) had, namelijk bloed (sanguis), slijm (phlegma), zwarte gal (melainè cholè) en gele gal (xanthè cholè). Ziekten werden veroorzaakt als deze vochten niet in balans waren en als men van een van deze vier vochten te veel had. Ook werden de vier temperamenten aan deze vochten toegeschreven: sanguïnisch, flegmatisch, melancholisch en cholerisch.
De wetten van strenge middeleeuwse kloosters schreven voor dat er meerdere malen per jaar een algemene aderlating plaatsvond. De kloosterlingen pasten de handeling in principe bij zichzelf toe. Alleen als dat nodig was werden ze bijgestaan door een 'laatmeester'. Het werd niet alleen beschouwd als een middel tegen veel kwalen, maar lichamelijke verzwakking moest ook door beteugeling van zinnelijke gevoelens de ascese bevorderen.  
Met een aderlating werd naar men dacht het evenwicht hersteld. Heel wat mensen zijn naar tegenwoordig wordt aangenomen door veelvuldig aderlaten eerder overleden dan anders het geval zou zijn geweest. Veel mensen zijn overleden aan infecties door het gebruik van niet-steriele instrumenten bij het aderlaten. Nog in 1776 schrijft een geneeskundige in een handleiding voor niet-geneeskundigen dat er geen beter middel is dan aderlaten, mits verstandig toegepast. Hij waarschuwt daarbij dat er meer mensen zijn omgebracht met het laatvlijm dan met het zwaard of door de pest.
Aderlaten was niet alleen het werk van de chirurgijn, maar ook van de barbier. De korte, rood-witte paal aan de gevel van de barbier symboliseert bebloed verband.

## Indicaties in de moderne geneeskunde
In de moderne tijd is er, los van bloedafname ten behoeve van onderzoek, bereiding van geneeskundige producten uit bloed of bloedtransfusie nog maar zelden een indicatie voor aderlating:
- Bij ijzerstapelingsziekte hemochromatose worden aderlatingen gebruikt om de te hoge opgeslagen voorraad ijzer van een patiënt tot normale waarden terug te brengen. In dat geval kunnen over een periode van enkele maanden vele liters bloed worden afgenomen.
- Bij polycythaemia vera is er sprake van een ongebreidelde aanmaak van rode bloedcellen en kan regelmatige aderlating noodzakelijk zijn.
- Bij chronisch zuurstofgebrek, bijvoorbeeld door pulmonale hypertensie als gevolg van cyanotische aangeboren hartafwijkingen, (zoals (het syndroom van Eisenmenger, tetralogie van Fallot, Transpositie van de grote vaten), maakt het lichaam extra rode bloedcellen aan om meer zuurstof te kunnen vervoeren. Wanneer dit proces doorschiet, wordt het bloed stroperig en werkt dit mechanisme averechts. In zulke gevallen kan tot aderlating worden overgegaan.
- In uiterste nood bij asthma cardiale, een aandoening waarbij alleen het zeer snel verminderen van het circulerend volume nog redding kan brengen. Meestal kan echter in dergelijke gevallen een beter effect worden bereikt door het intraveneus geven van krachtige diuretica, wat in enkele minuten een merkbaar effect sorteert.